# 史普林維爾 (加利福尼亞州)
斯普林維爾（英語：Springville）是位於美國加利福尼亞州圖萊里縣的一個人口普查指定地區。

## 地理
斯普林維爾的座標為36°07′42″N 118°49′08″W / 36.12833°N 118.81889°W，而該地最高點為海拔高度312米（即1024英尺）。

## 人口
根據2010年美國人口普查的數據，斯普林維爾的面積為10.878平方千米，當中陸地面積為10.834平方千米，而水域面積為0.044平方千米。當地共有人口934人，而人口密度為每平方千米85人。